# 市原市中央武道館
市原市中央武道館（いちはらし ちゅうおうぶどうかん）は、千葉県市原市能満にある武道館。ゼットエー株式会社がネーミングライツを有しており、名称をゼットエー武道場（ゼットエー ぶどうじょう）としている。

## 概要
市原市北部の市原地区に位置する。市原歴史博物館の隣で、市原市立市原中学校の向かいの敷地にある。剣道、柔道、弓道などの他、バドミントンや卓球などの競技も実施される。

## 沿革
- 1989年（平成元年）3月1日 - 供用開始[4]。

## 施設

### 敷地
敷地に関する詳細は以下の通りである。
| 所在地     | 市原市能満1474番地1 |
| 敷地面積   | 185,000m2           |
| 用途地域   | 指定なし            |
| 指定建蔽率 | 60%                 |
| 指定容積率 | 100%                |
| 所有者     | 市原市              |
| 取得価格   | 1,394,187,250円     |

### 建物
敷地内の建物に関する詳細は以下の通りである。
| 棟番号 | 棟名称 | 構造 | 階数 | 階数 | 延床面積    | 建築年 | 耐震情報 | 耐震情報 | 耐震情報 | 備考 |
| 棟番号 | 棟名称 | 構造 | 地上 | 地下 | 延床面積    | 建築年 | 基準     | 診断     | Is値     | 備考 |
| ------ | ------ | ---- | ---- | ---- | ----------- | ------ | -------- | -------- | -------- | ---- |
| 001    | 体育館 | RC造 | 2    | 0    | 5,196.30 m2 | 1989年 | 新基準   | 耐震性有 |          |      |
| 002    | 便所   | RC造 | 1    | 0    | 26.95m2     | 1989年 | 新基準   | 耐震性有 |          |      |

## アクセス
- 小湊鐵道バス「中央武道館」で降車、目の前。